# Случаят с Чарлз Декстър Уорд
„Случаят с Чарлз Декстър Уорд“ (на английски: The Case of Charles Dexter Ward) е роман на американския писател Хауърд Лъвкрафт, написан в началото на 1927 година и публикуван за първи път в списанието „Weird Tales“ през май-юли 1941 година.
В България романът е публикуван през 2011 г., като част от сборника „Възкресителят“, на издателска група „България“ под името „Възкресителят“ с подзаглавие „Случаят с Чарлз Декстър Уорд“.

## Сюжет
Внимание:  Текстът по-долу разкрива сюжета на произведението (или части от него)!
Чарлз Декстър Уорд е интелигентен млад човек, живо интересуващ се от история, култура и митология, живеещ в градчето Провидънс и радващ своите заможни родители. Животът пред него изглежда с отлични перспективи, докато не открива, че е далечен потомък на Джоузеф Къруин, зловеща фигура от миналото на града, споменът за която като че умишлено е бил изличен. Любопитният Уорд обаче продължава да търси информация за своя предшественик и открива негов портрет, върху който с изумление разпознава свой двойник. Скоро в поведението на Уорд започва странна промяна – интересът му към историята и традиционните университетски дисциплини замира, а той започва да се занимава с все по-зловещи експерименти, които смущават семейството му и събуждат дълбоката тревога на неговия лекар, психиатъра д-р Уилет. Когато в града започват да се случват инциденти с оскверняване на гробове и зачестяват случаите на вампиризъм, Уилет започва разследване, което го отвежда до все по-смразяващи и уродливи разкрития...

## Герои
- Чарлз Декстър Уорд — главният герой на романа, който увлечен в търсене на информация за своя предшественик Джоузеф Къруин, стига до пълна промяна на личността и безумие.
- Теодор Уорд — бащата на Чарлз, който заедно с д-р Уилет прави всички възможно, за да помогне на сина си.
- Джоузеф Къруин — вещер, който избягва от Салем в Провидънс през 1692 г., който след като е възкресен от Чарлз Дектър Уорд го убива и заема мястото му, възползвайки се от приликата помежду им.
- д-р Мариус Уилет — домашният лекар на семейство Уорд, който разкрива тайната на Чарлз Декстър Уорд и Джоузеф Къруин.